# Louncény Camara
Ne doit pas être confondu avec Louceny Camara (député).
Pour les articles homonymes, voir Camara.
Louncény Camara, né en Guinée et mort le 20 août 2022 à Conakry (Guinée), est l'ancien président de la Commission électorale nationale indépendante (CENI) en 2009, avant d’être remplacé par le Malien Siaka Toumani Sangaré, il revient en août 2011 à la tête de la CENI.

## Activités professionnelles
Ancien président de la Commission électorale nationale indépendante (CENI), accusé par l’opposition d’être un proche du pouvoir du président Alpha Condé. Louncény Camara, a été nommé par décret, le jeudi 8 novembre, ministre du Tourisme, de l’Hôtellerie et de l’Artisanat.

## Détention et décès
Poursuivi pour des faits présumés d'enrichissement illicite et de détournements de deniers publics, Louncény Camara est mis sous mandat de dépôt à la Maison centrale de Conakry le 27 avril 2022 après une journée d’interrogatoire par la cour de répression des infractions économiques et financières (CRIEF),. 
Il décède alors qu'il est en détention le 20 août 2022. 
Selon son frère, Ibrahima Camara, la famille a tenté à maintes reprises plusieurs appels auprès de la cour spéciale pour les infractions financières afin d'autoriser l'évacuation de Louncény Camara vers un centre spécialisé à l'étranger, sans succès. Il avait déjà été admis aux urgences en mai 2022.